# Attisch schwarzfiguriger Votivteller (Heidelberg 68/2)
Der Attisch schwarzfigurige Votivteller (Inventarnummer 68/2) gibt mit seinem Bild ein beredtes Zeichen vom Selbstverständnis der Elite des antiken Athen zur Zeit seiner Entstehung im mittleren 6. Jahrhundert v. Chr.

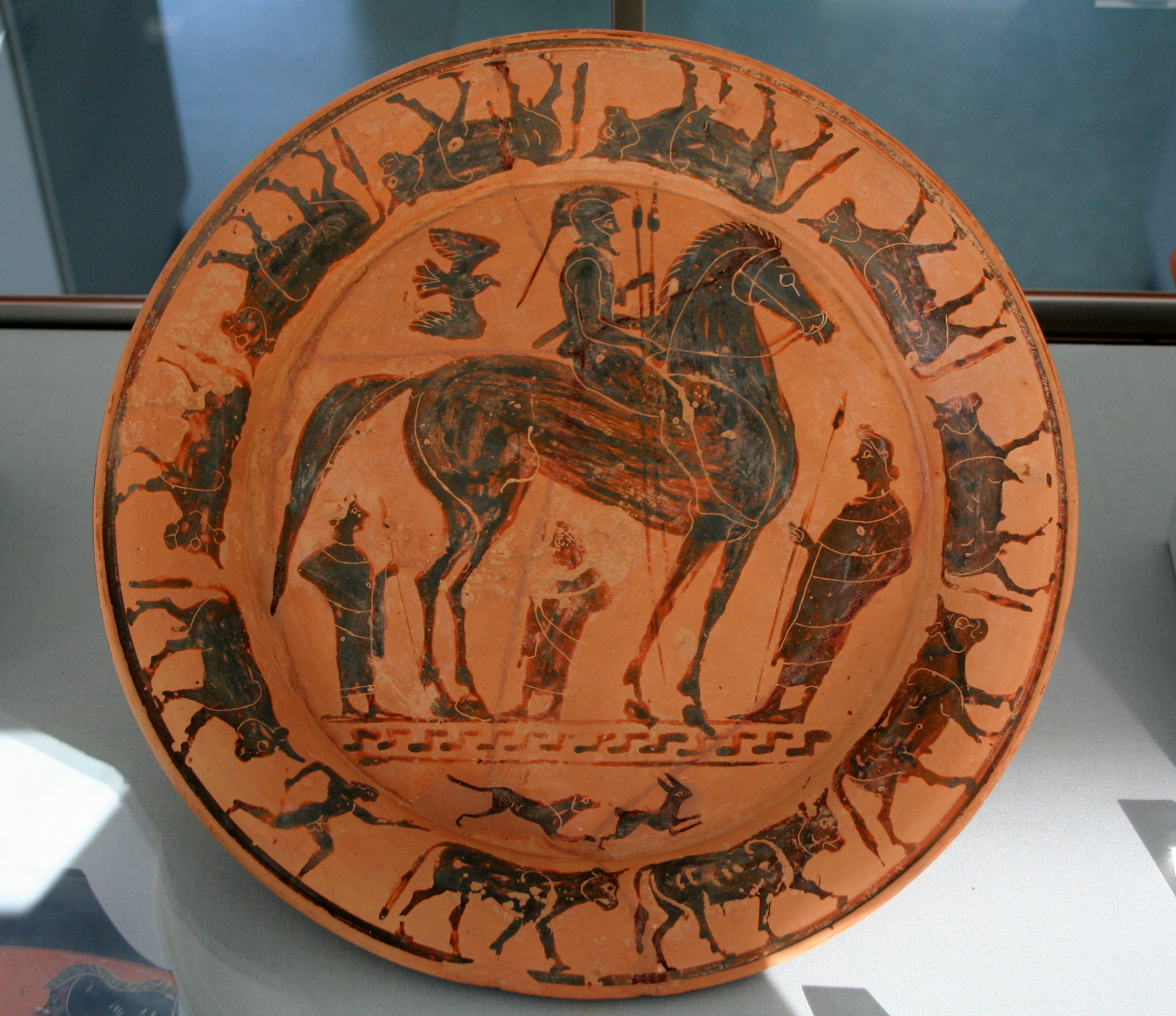
68/2

Der schwarzfigurige Teller, bei dem nur sparsam Ritzungen für die Details eingesetzt wurden, zeigt als zentrales Hauptmotiv einen schwer gerüsteten Reiter auf seinem großen, muskulösen Pferd. Er hält das seitlich gezeigte und nach rechts schauende, ruhig stehende Pferd mit einer Hand an den Zügeln. Ausgerüstet ist er mit seinem Panzer, zwei Lanzen in der freien Hand, einem Schwert, das er am Gürtel trägt sowie einem Helm mit Helmbusch. Drei in ihre Mäntel gehüllte Jünglinge mit Lanzen in den Händen stehen um das Pferd und den Reiter herum. Der größte steht vor dem Reiter, ist ihm zugewandt. Ein weitaus kleinerer steht links hinter dem Pferd und schaut nach rechts, ein noch etwas kleinerer scheint unter dem Pferd zu stehen und schaut nach links. Die Größen geben keine realen Verhältnisse an, der Vasenmaler hat hier nur die Größen der jungen Männer an den vorhandenen Platz angepasst. Hinter dem Reiter fliegt ein Adler in seine Richtung. Die Figuren stehen auf einem Treppenmuster-Ornament. Unter diesem gibt es ein zweites kleines Bildfeld im Tondo, das einen Hasen jagenden Hund zeigt. Als drittes Bild zeichnete der Maler auf dem Rand zehn mit den Füßen zur Außenseite zeigende Stiere, die von einem nackten Jüngling, der eine Gerte in der Hand hält, gehütet werden.
Wahrscheinlich handelt es sich beim Abgebildeten nicht um eine reale Person, sondern um die Visualisierung eines zur Zeit der Herstellung des Tellers, der um das Jahr 540 v. Chr. und damit in die Zeit der Tyrannis der Peisistratiden datiert wird, vorherrschenden Ideals. Pferd und Bewaffnung weisen den Abgebildeten als „Ritter“ (Hippeis), als Angehörigen der attischen Oberschicht aus. Auch die Viehherde soll den Reichtum dieser reichen Grundbesitzer symbolisieren. Ebenso der Adler, das heilige Symboltier des Zeus, der Schutzpatron dieser Kaste war. Der Teller weist zwei Löcher aus der Antike auf, deshalb kann man davon ausgehen, dass er ebenso wie ein Großteil der überlieferten Teller als Weihegabe in einem Heiligtum aufgehängt war. Da der Fundort nicht bekannt ist, kann nicht gesagt werden in welchem. Roland Hampe stellte die Überlegung an, es könne sich um ein Heiligtum der Göttin Artemis handeln, die als Jagd- und Kriegsgöttin von besonderer Bedeutung für den „Adel“ war, zudem in ihren Ausprägungen als Artemis Kurotrophos Schutzgöttin der Jugend, als Artemis Tauropolos Herrin der Stiere war. Somit wäre eine Weihung im Heiligtum der Artemis in Halai möglich.
Der Standring des 3,5 bis 4 Zentimeter hohen und 31,2 Zentimeter im Durchmesser umfassenden Tellers ist schwarz gefirnisst, ebenso Teile der Unterseite mit konzentrischen Streifen. Er ist aus mehreren Scherben zusammengesetzt und an mehreren Stellen leicht ergänzt und übermalt. Die Oberfläche ist zum Teil berieben und somit nicht mehr im bestmöglichen Zustand. Schon in der Ausführung hatte der Maler den schwarzbraunen Firnis nur unregelmäßig aufgebracht. Wo der Auftrag nur sehr dünn war, brannte die Malerei statt schwarz rostbraun. Roland Hampe erwarb das Stück 1967 bei der 34. Auktion der Münzen und Medaillen AG in Basel.